# Эка-Чожинский водопад
Эка-Чожинский водопад (ингуш. Эка-чӀожера хурхал) — крупнейший водопад в Ингушетии. Его высота составляет 37 метров, а ширина — 7 метров. Высота над уровнем моря — 1000 м.
Расположен в Ассинском ущелье (Сунженский район), южнее села Алкун. Водопад находится на левом притоке реки Асса и состоит из двух каскадов.